# HD 154
HD154 є подвійною зорею, що знаходиться  у сузір'ї Андромеда.
Дана подвійна система має видиму зоряну величину в
смузі V приблизно 8.7.

## Подвійна зоря
Головна зоря цієї системи належить до хімічно пекулярних зір й має
спектральний клас A9.
Інша компонента має  спектральний клас F2.